# Avia BH-3
Avia BH-3 — одноместный низкоплан, выпускавшийся в начале 1920-х годов чехословацкой компанией Avia. Конструкторами самолёта были Павел Бенеш и Мирослав Хайн. Благодаря им и основанному ими заводу «Авиа» Чехословакия стала одной из первых стран в мире, начавших в 1920-е годы серийно строить низкопланы. 

## Происхождение и развитие
Самолёт-прототип поднялся в воздух 16 декабря 1921 года, его пилотировал заводской летчик Богумил Мунзар. 2 марта 1922 г. самолёт был передан представителям MNO и Министерства торговли (министру национальной обороны Удржалу, генеральному инспектору Чехословацких войск д-ру И. С. Мачару и министру торговли инж. Л. Новаку).) на аэродроме в Кбелах [2], но 6 июня 1922 г. во время демонстрации комиссии МНО крыло было разрушено, а летчик погиб в последующей катастрофе. Руководству «Авиа» удалось убедить MNO в том, что авария не может быть связана с недостатками конструкции, поэтому началось строительство ещё двух прототипов. Первый снова получил шестицилиндровый рядный двигатель BMW IIIa (185 л. с./136 кВт), второй был построен с восьмицилиндровым вилочным двигателем Hispano Suiza 8Ba (220 л. с./162 кВт). Эта версия получила обозначение BH-4.
После испытаний ещё одного прототипа ВН-3 в ноябре 1922 г. с новым заводским летчиком Йозефом Скубалем комиссия признала результаты испытаний удовлетворительными, и в декабре 1922 г. последовал заказ на десять серийных машин (военное обозначение В-3). Большая часть самолётов была передана в период с августа по октябрь 1923 года авиаполку № 1 32-й авиационной роты в Праге-Кбелы. Четвёртый серийный самолёт был возвращен компании «Авиа», на которой был установлен лицензионный шестицилиндровый рядный двигатель Walter W-IV (BMW-IV) номинальной мощностью 220 л. с./162 кВт. Первоначальный выдвижной радиатор был заменен неподвижным радиатором, расположенным между стойками основных стоек шасси. Однако дальше эта версия не распространилась.

## Описание самолёта
Avia BH-3 был одномоторным одноместным низкопланом. Подкосы крыла имели V-образную форму в отличие от предыдущего типа BH-1 с параллельными стойками. Каркас крыла был сделан из дерева и обшит фанерой и парусиной. Деревянный стабилизатор также был обтянут фанерой, руль высоты и руль направления — полотном. Корпус был деревянным и большей частью обтянут брезентом. Кабина пилота была открытой и защищалась только ветровым стеклом. В случае опрокидывания пилота защищала прочная приподнятая пирамида на фюзеляже, выше выступающей головы пилота. Это стало характерной чертой самолётов конструкторского дуэта Бенеш-Хайн. Крышки двигателя были изготовлены из дюралюминия. Под фюзеляжем самолёта располагался выдвижной охладитель, который в то время был техническим новшеством. Двигатель BMW-IIIa приводил в движение неподвижный двухлопастной деревянный винт. Прочное двухколесное шасси было подрессорено резиновыми канатами, а на корме имелась шпора.

## Использование

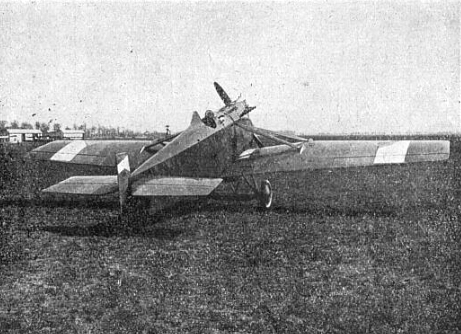
Avia BH-3 с двигателем Walter W-IV мощностью 220 л. с. (Авиация, май 1924 г.)

Эти самолёты не пользовались большой популярностью у военных авиаторов. Хотя это были проворные, но очень чувствительные машины для точного пилотирования. Ими приходилось управлять буквально на каждом режиме полета. Самолёт имел сильную тенденцию переходить в штопор или назад. За эти летные характеристики самолёт получил прозвище «бейк». Сомнительным оказалось решение ВВС перевести эти машины из авиаполка из Кбеля в авиашколу в Хебе. В 1924 году два Avie BH-3 были доставлены непосредственно в авиашколу в Хебе, а вскоре за ними последовали все самолёты, первоначально приписанные к 1-му авиаполку. Два летчика-курсанта из Хеба поплатились за эту ошибку жизнью. После этих событий, когда поврежденные самолёты пришлось утилизировать, любой пилотаж на этих самолётах был запрещен, и они использовались только для начальной подготовки. BH-3 были сняты с вооружения в 1927 году.
Выступление пилота rtm можно охарактеризовать как спортивный успех. Вацлав Коломазник (авиаполк № 1) на втором прототипе BH-3 в основной категории А в скоростных гонках на приз Президента Республики летом 1923 г., когда он занял 3-е место и достиг скорость 205 км/ч.
К замечательным характеристикам ВН-3 можно отнести сценический полет из Хеба в Париж (Ле-Бурже) и обратно, который был осуществлен летчиком Р.Т.М. в октябре 1923 года. Йозеф Чернохус. Второй самолёт BH-3, пилотируемый майором. Ярослав Скала разбился на третий день полета на территории Франции после остановок в Майнце и Мете. Всего из Хеба вылетела эскадрилья из 5 самолётов, которая сопровождала Президента Т. Г. Масарика в его первый официальный визит во Францию, Бельгию и Англию. 19 октября 1923 года за него торжественно произнесли тост как за президента Французской Республики. Крест Почетного легиона Алоизе Вичерк и капитану Йозефу Чернохоусу, что стало кульминацией внимания Франции к чехословацким ВВС. Пилот ртм. Йозеф Чернохоус погиб 7 августа 1924 года во время полета прототипа Avia BH-19, но не из-за ошибки в самолёте или пилотировании, а — как показало вскрытие — из-за прободения воспаленного аппендикса, во время которого пилот потерял сознание от приступа боли.

## Технические характеристики (BH-3)

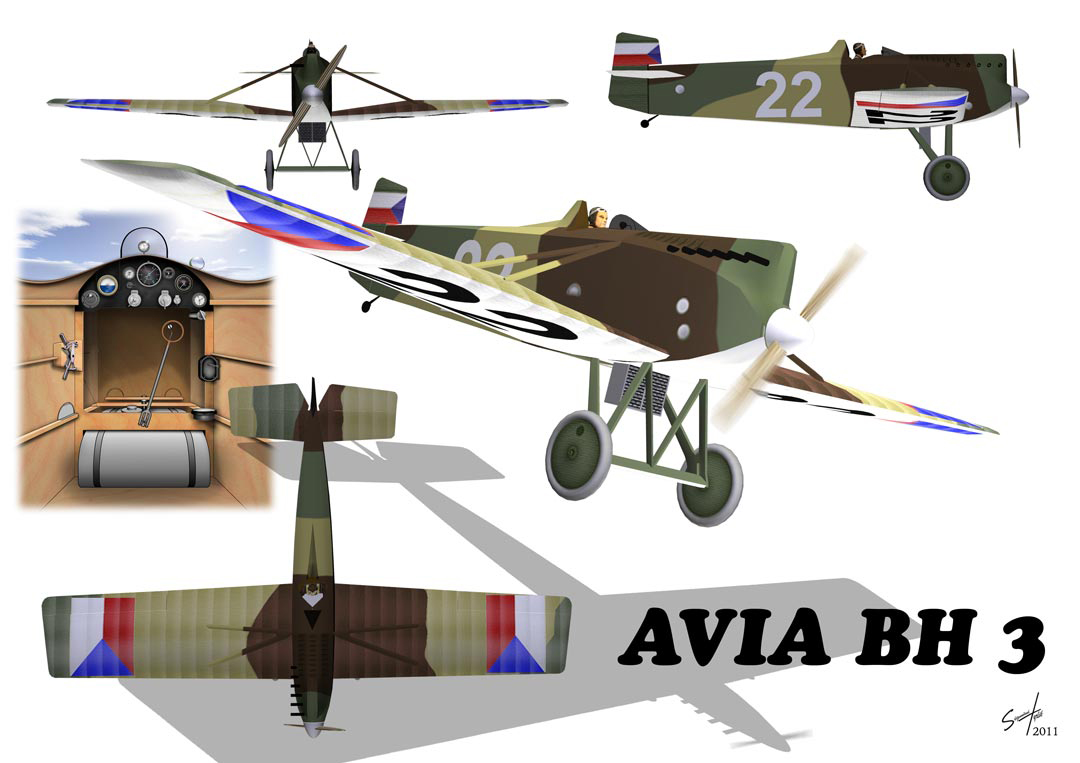
Avia BH-3 — Конкурс на награду Президента Чехословацкой Республики 1923 г.

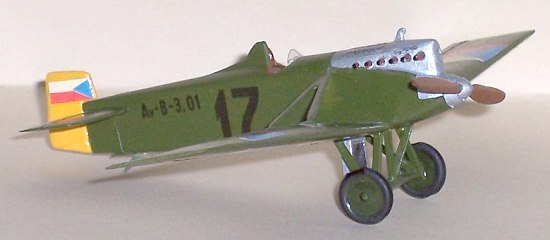
Модель второго прототипа

### Технические данные
- Экипаж: 1
- Пролет: 10,24 м
- Длина: 6,98 м
- Высота: 2,78 м
- Несущая площадь: 15,76 м²
- Пустой вес: 720 кг
- Взлетная масса: 1020 кг
- Нагрузка на единицу площади: 64,5 кг/м²
- Силовая установка: 1 х рядный шестицилиндровый двигатель BMW IIIa (185 л. с./136 кВт)

### Спектакли
- Максимальная скорость относительно земли: 225 км/ч
- Максимальная скорость на высоте 4000 м: 240 км/ч.
- Минимальная скорость: 90 км/ч
- Посадочная скорость: 75 км/ч
- Длина запуска: 95 м
- Расстояние вождения: 105 м
- Доступ: 8000 м
- Дальность: 450 км
- Время подъёма на 1000 м: 1 мин 50 с
- Время подъёма на 3000 м: 6 мин.
- Время подъёма до 5000 м: 10 мин 30 с

### Вооружение
- 2x 7,7- мм синхронных пулемета Vickers